# Pizza californiana

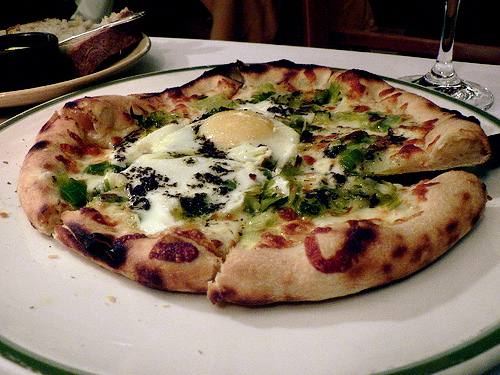
Pizza californiana con uovo

La pizza californiana (anche conosciuta come California pizza o Gourmet pizza) è un tipo di pizza che combina la crosta sottile tipica di New York con ingredienti della cucina californiana. La sua creazione è attribuita genericamente allo chef Ed LaDou e al ristorante Chez Panisse di Berkeley (California).
Wolfgang Puck, dopo aver incontrato LaDou, ha reso famoso questo stile di pizza nel resto degli Stati Uniti. Viene servita in molti ristoranti di cucina californiana come California Pizza Kitchen, Extreme Pizza e Sammy's Woodfired Pizza.